# Olympische Sommerspiele 1960/Leichtathletik – 800 m (Frauen)
Der 800-Meter-Lauf der Frauen bei den Olympischen Spielen 1960 in Rom wurde am 6. und 7. September 1960 im Stadio Olimpico ausgetragen. 27 Athletinnen nahmen teil. Die Disziplin wurde nach 32 Jahren Pause wieder ins olympische Programm aufgenommen.
Olympiasiegerin wurde Ljudmila Schewzowa aus der Sowjetunion, die ihren eigenen Weltrekord einstellte. Sie gewann vor der Australierin Brenda Jones und der Deutschen Ursula Donath.
Läuferinnen aus Österreich und der Schweiz nahmen nicht teil. Neben Donath gingen zwei weitere Deutsche an den Start, die beide ins Finale kamen. Veronika Kummerfeldt wurde Vierte, Antje Gleichfeld belegte Rang fünf.

## Rekorde

### Bestehende Rekorde

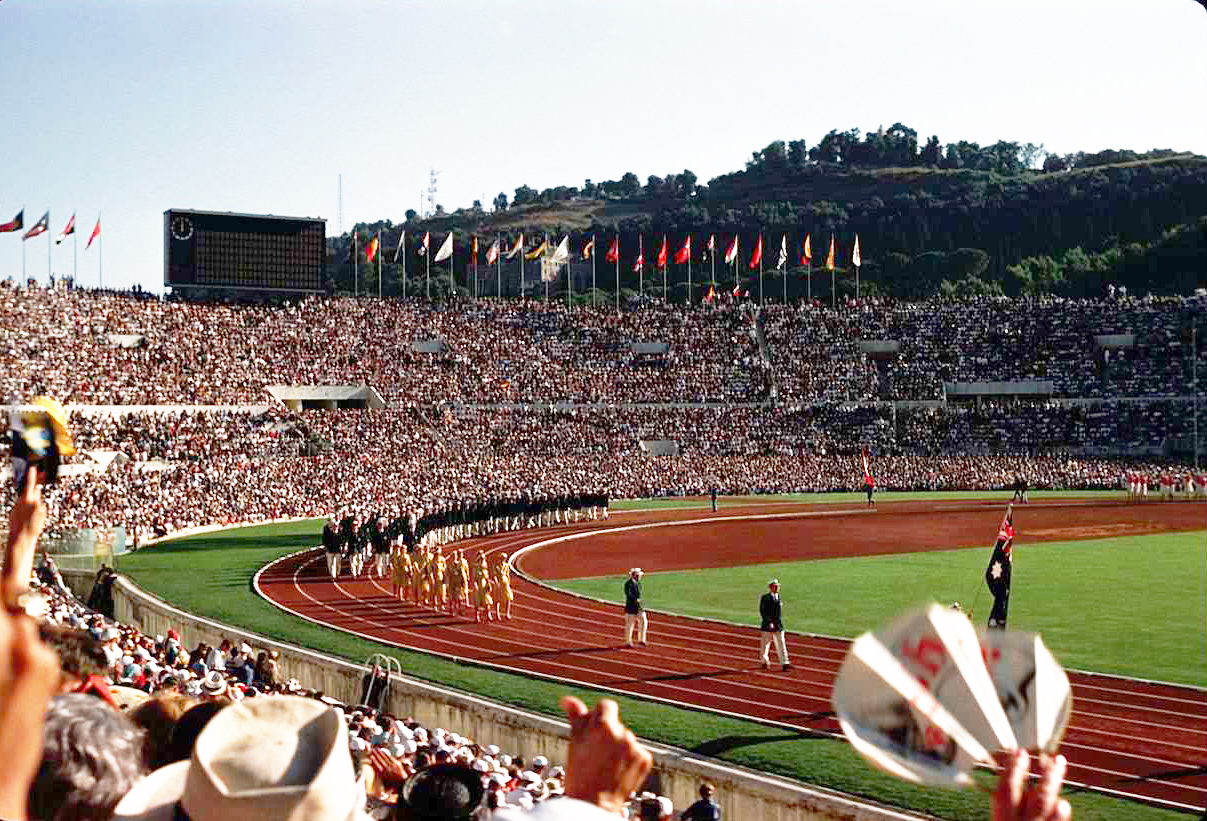
Das Olympiastadion während der Eröffnungsfeier

| Weltrekord         | 2:04,3 min | Ljudmila Schewzowa ( Sowjetunion) | Moskau, Sowjetunion (heute Russland) | 3. Juli 1960   |
| Olympischer Rekord | 2:16,8 min | Lina Radke ( Deutsches Reich)     | Finale OS Amsterdam, Niederlande     | 2. August 1928 |

### Rekordverbesserungen / -egalisierung
- Der bestehende olympische Rekord wurde viermal verbessert:
  - 2:10,9 min – Antje Gleichfeld (Deutschland), erster Vorlauf am 6. September
  - 2:07,8 min – Ursula Donath (Deutschland), zweiter Vorlauf am 6. September
  - 2:05,9 min – Dixie Willis (Australien), vierter Vorlauf am 6. September
  - 2:04,3 min – Ljudmila Schewzowa (Sowjetunion), Finale am 7. September
- Der bestehende Weltrekord wurde einmal egalisiert:
  - 2:04,3 min – Ljudmila Schewzowa (Sowjetunion), Finale am 7. September

## Kontroverse von 1928
Nach dem Finalrennen der Olympischen Spiele von Amsterdam 1928 zogen Presseberichte die Aufmerksamkeit auf dieses Rennen. Dort wurde angegeben, fünf der Finalistinnen hätten aufgegeben, fünf weitere seien kollabiert und die letzte sei in der Umkleide in Ohnmacht gefallen. Daraufhin wurde nach einer Abstimmung der IAAF diese Disziplin aus dem olympischen Programm genommen.
Lynne Emery von der California Polytechnic State University zeigte in ihrer Untersuchung auf, dass die Nachrichtenmeldungen falsch waren. Alle Läuferinnen erreichten das Ziel, einige von ihnen unterboten den aktuellen Weltrekord. Emery kam zu dem Schluss, dass die Streichung dieser Disziplin aus dem Olympiaprogramm ungerechtfertigt gewesen sei.

## Durchführung des Wettbewerbs
27 Athletinnen traten am 6. September zu vier Vorläufen an. Die zwei besten Wettbewerberinnen jeden Laufes – hellblau unterlegt – sowie eine zusätzliche Zeitschnellste – hellgrün unterlegt – qualifizierten sich für das Finale am 7. September.

## Zeitplan
6. September, 15:15 Uhr: Vorläufe

7. September, 16:45 Uhr: Finale

## Vorläufe
Datum: 6. September 1960, ab 15:15 Uhr

### Vorlauf 1

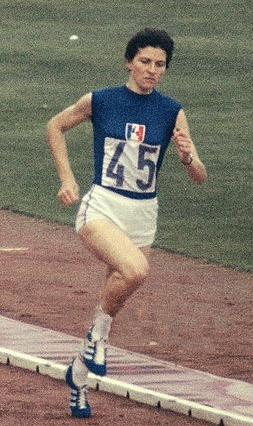
Maryvonne Dupureur – ausgeschieden als Vierte des ersten Vorlaufs – 1964 gewann sie Olympiasilber

| Platz | Name                  | Nation         | Offizielle Zeit handgestoppt | Inoffizielle Zeit elektronisch |
| ----- | --------------------- | -------------- | ---------------------------- | ------------------------------ |
| 1     | Antje Gleichfeld      | Deutschland    | 2:10,9 min OR                | 2:11,05 min                    |
| 2     | Brenda Jones          | Australien     | 2:11,0 min000                | 2:11,14 min                    |
| 3     | Sinaida Matistowitsch | Sowjetunion    | 2:11,4 min000                | 2:11,57 min                    |
| 4     | Maryvonne Dupureur    | Frankreich     | 2:12,3 min000                | 2:12,42 min                    |
| 5     | Diane Charles         | Großbritannien | 2:14,1 min000                | 2:14,24 min                    |
| 6     | Zofia Walasek         | Polen          | 2:16,3 min000                | 2:16,44 min                    |
| 7     | Lee Hak-ja            | Südkorea       | 2:28,4 min000                | k. A.                          |
| DNS   | Zwetana Isajewa       | Bulgarien      |                              |                                |

### Vorlauf 2
| Platz | Name             | Nation         | Offizielle Zeit handgestoppt | Inoffizielle Zeit elektronisch |
| ----- | ---------------- | -------------- | ---------------------------- | ------------------------------ |
| 1     | Ursula Donath    | Deutschland    | 2:07,8 min OR                | 2:07,92 min                    |
| 2     | Beata Żbikowska  | Polen          | 2:09,5 min000                | 2:09,57 min                    |
| 3     | Florica Grecescu | Rumänien       | 2:10,0 min000                | 2:10,10 min                    |
| 4     | Olga Kazi        | Ungarn         | 2:10,9 min000                | 2:11,07 min                    |
| 5     | Gilda Jannaccone | Italien        | 2:13,6 min000                | 2:13,72 min                    |
| 6     | Phyllis Perkins  | Großbritannien | 2:15,3 min000                | 2:15,41 min                    |
| DSQ   | Pat Daniels      | USA            | Bahn verlassen               | Bahn verlassen                 |
| DNS   | Stephie D’Souza  | Indien         |                              |                                |

### Vorlauf 3

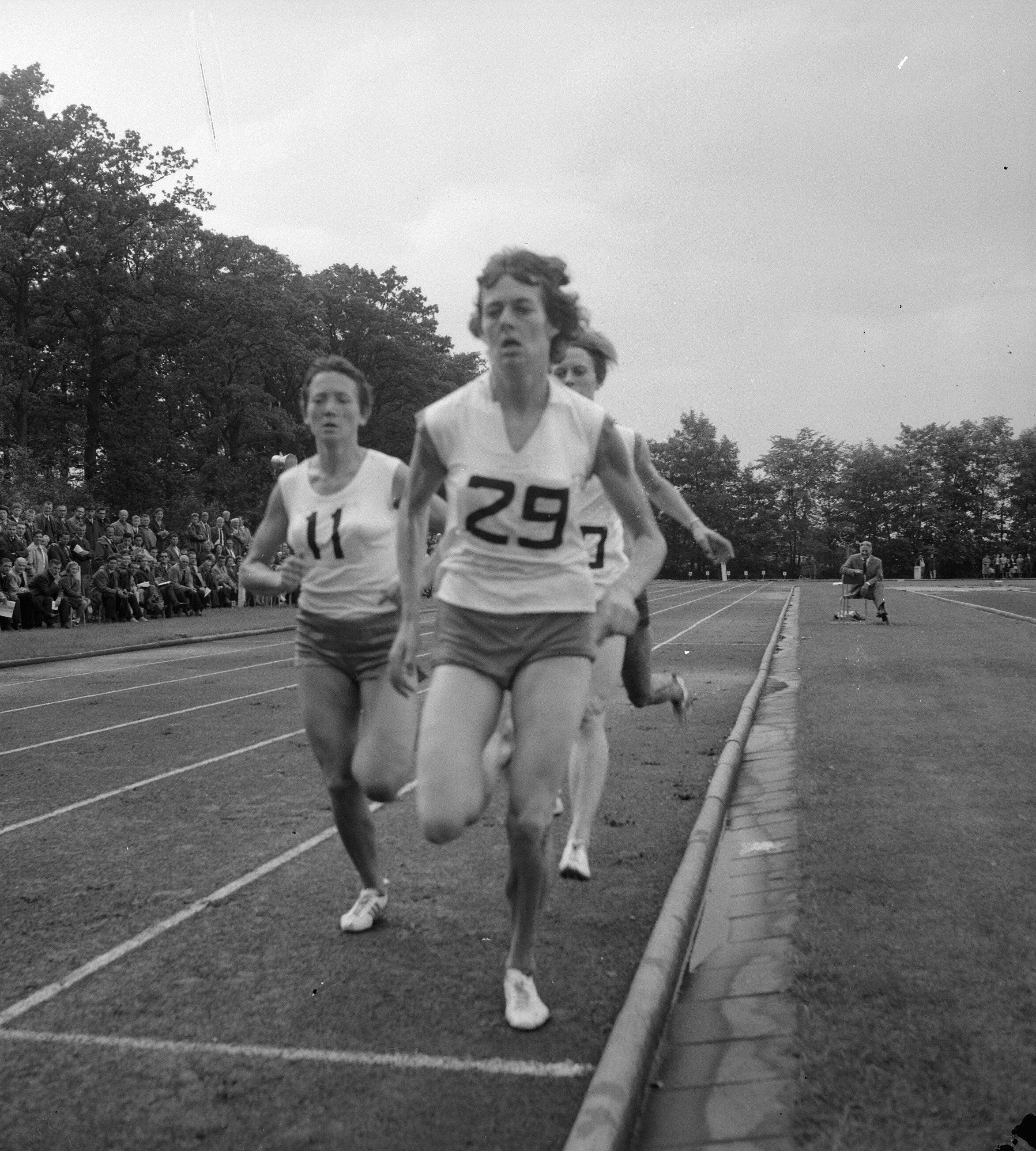
Ausgeschieden im dritten Vorlauf: Krystyna Nowakowska (links), Rang drei Gerda Kraan (vorne), Rang sechs (Foto von 1964)
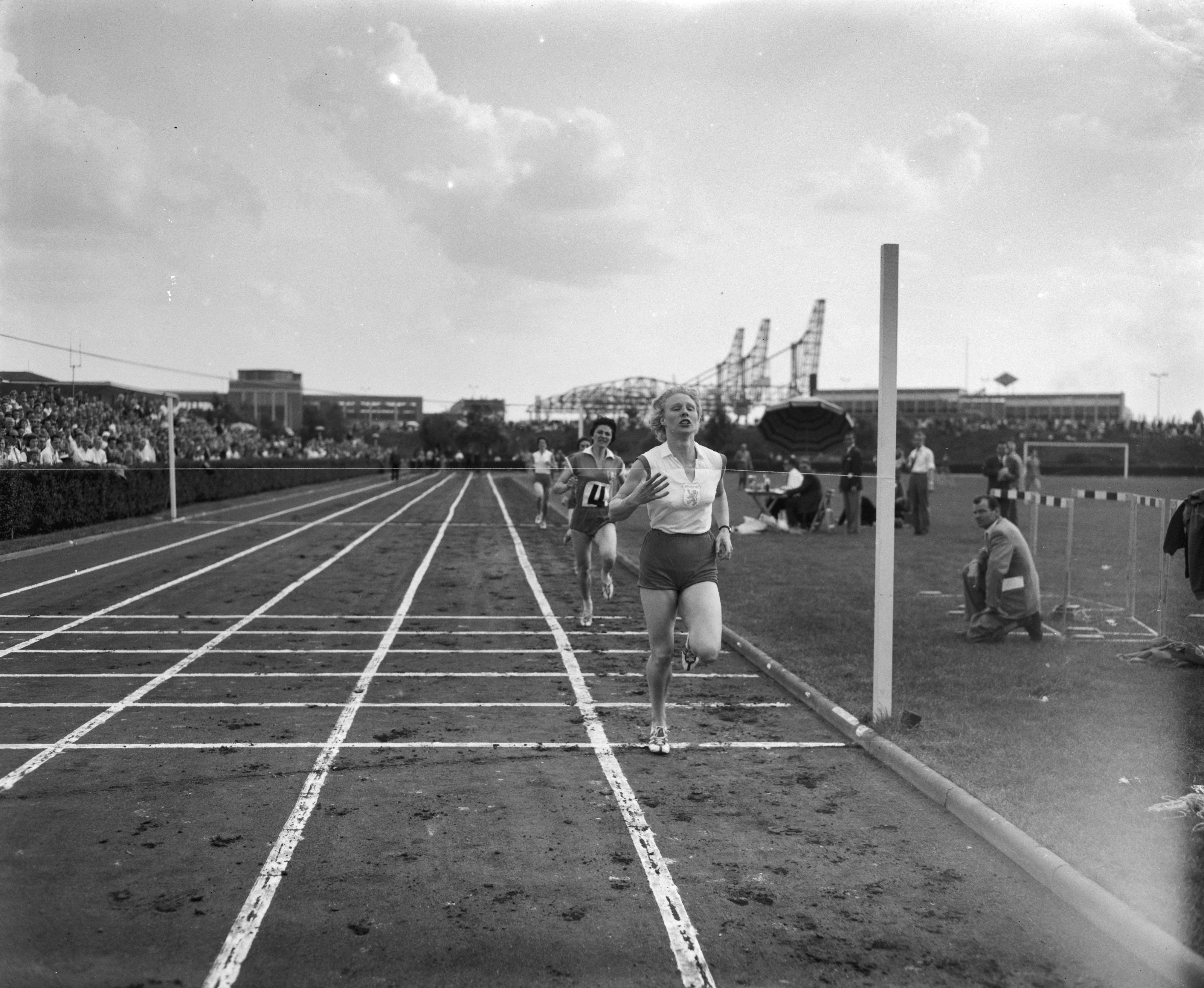
Ine ter Laak-Spijk (vorne) – ausgeschieden als Fünfte des vierten Vorlaufs

| Platz | Name                | Nation           | Offizielle Zeit handgestoppt | Inoffizielle Zeit elektronisch |
| ----- | ------------------- | ---------------- | ---------------------------- | ------------------------------ |
| 1     | Ljudmila Schewzowa  | Sowjetunion      | 2:09,2 min                   | 2:09,31 min                    |
| 2     | Gizella Csóka       | Ungarn           | 2:09,6 min                   | 2:09,77 min                    |
| 3     | Krystyna Nowakowska | Polen            | 2:09,7 min                   | 2:09,81 min                    |
| 4     | Eleanor Haslam      | Kanada           | 2:10,0 min                   | 2:10,17 min                    |
| 5     | Bedřiška Kulhavá    | Tschechoslowakei | 2:10,1 min                   | 2:10,23 min                    |
| 6     | Gerda Kraan         | Niederlande      | 2:10,6 min                   | 2:10,71 min                    |
| 7     | Nicole Goullieux    | Frankreich       | 2:13,4 min                   | 2:13,53 min                    |

### Vorlauf 4
| Platz | Name                 | Nation         | Offizielle Zeit handgestoppt | Inoffizielle Zeit elektronisch |
| ----- | -------------------- | -------------- | ---------------------------- | ------------------------------ |
| 1     | Dixie Willis         | Australien     | 2:05,9 min OR                | 2:06,03 min                    |
| 2     | Joy Jordan           | Großbritannien | 2:07,2 min000                | 2:07,29 min                    |
| 3     | Veronika Kummerfeldt | Deutschland    | 2:07,2 min000                | 2:07,34 min                    |
| 4     | Jekaterina Parljuk   | Sowjetunion    | 2:07,5 min000                | 2:07,71 min                    |
| 5     | Ine ter Laak-Spijk   | Niederlande    | 2:10,2 min000                | 2:10,36 min                    |
| 6     | Gül Çiray            | Türkei         | 2:11,4 min000                | 2:11,55 min                    |
| DNS   | Ursula Brodbeck      | Schweiz        |                              |                                |
| DNS   | Sebastiana Alvarado  | Mexiko         |                              |                                |

## Finale

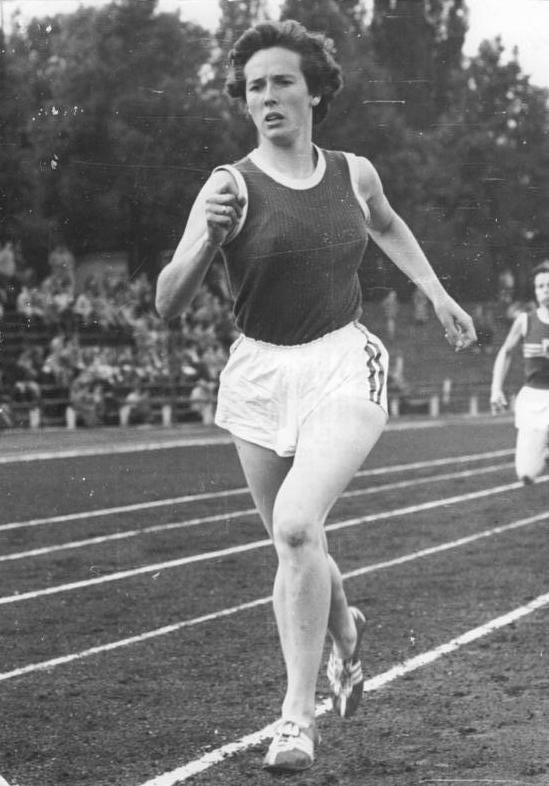
Bronzemedaillengewinnerin Ursula Donath

Datum: 7. September 1960, 16:45 Uhr
| Platz | Name                 | Nation         | Offizielle Zeit handgestoppt | Inoffizielle Zeit elektronisch |
| ----- | -------------------- | -------------- | ---------------------------- | ------------------------------ |
| 1     | Ljudmila Schewzowa   | Sowjetunion    | 2:04,3 min WRe/OR            | 2:04,50 min                    |
| 2     | Brenda Jones         | Australien     | 2:04,4 min                   | 2:04,58 min                    |
| 3     | Ursula Donath        | Deutschland    | 2:05,6 min                   | 2:05,73 min                    |
| 4     | Veronika Kummerfeldt | Deutschland    | 2:05,9 min                   | 2:06,07 min                    |
| 5     | Antje Gleichfeld     | Deutschland    | 2:06,5 min                   | 2:06,63 min                    |
| 6     | Joy Jordan           | Großbritannien | 2:07,8 min                   | 2:07,95 min                    |
| 7     | Gizella Csóka        | Ungarn         | 2:08,0 min                   | 2:08,11 min                    |
| 8     | Beata Żbikowska      | Polen          | 2:11,8 min                   | 2:11,91 min                    |
| 9     | Dixie Willis         | Australien     | 2:27 min (g)                 | k. A.                          |

Es war abgesehen von den Leichtathletik-Europameisterschaften, wo der 800-Meter-Lauf der Frauen bereits seit 1954 wieder auf dem Programm stand, der erste internationale Vergleich auf dieser Strecke bei einer Großveranstaltung seit 1928. Die sowjetische Läuferin Ljudmila Schewzowa war nach ihrem Weltrekord aus dem Vorjahr als Favoritin anzusehen. In den Vorläufen wurde der bestehende olympischen Rekord erwartungsgemäß mehrfach erheblich unterboten, zuletzt von der Australierin Dixie Willis, die sich damit als Medaillenkandidatin ins Gespräch brachte.
Nach dem Start übernahm zunächst Antje Gleichfeld die Führung und drosselte dabei das Tempo für ihre spurtstarken deutschen Kolleginnen Ursula Donath und Veronika Kummerfeldt. Aber Schewzowa ließ diese Taktik nicht zu, ging nach 200 Metern selber an die Spitze und forcierte deutlich. Die Australierin Dixie Willis beteiligte sich an der Führungsarbeit, das Tempo war jetzt so hoch, dass nur noch die beiden Deutschen Donath und Gleichfeld sowie die Australierin Brenda Jones Anschluss halten konnten. In der Zielkurve ergriff Donath die Initiative und setzte zum Überholen an. Willis innen, Schewzowa in der Mitte und Donath außen spurteten für kurze Zeit nebeneinander. Dann fiel Donath ein wenig zurück. Schewzowa hatte die größten Reserven. Willis, am Ende ihrer Kräfte, trat etwa bei Mitte der Zielgeraden auf die Bahnbegrenzung und stolperte. Sie kehrte auf die Bahn zurück und lief noch ins Ziel, endete jedoch auf dem neunten und letzten Platz. Eine Zeitnahme für sie erfolgte nicht mehr. Mit einem starken Endspurt zog Brenda Jones auf der Zielgeraden vorbei an Donath und gewann die Silbermedaille nur knapp geschlagen von der Olympiasiegerin Ljudmila Schewzowa. Ursula Donath wurde Dritte vor Veronika Kummerfeldt und Antje Gleichfeld. Die Goldmedaillengewinnerin stellte ihren eigenen Weltrekord ein.

## Video
- Rome Olympic Games 1960 Womens 800m, youtube.com, abgerufen am 22. Oktober 2017